# Gobiops desertus
Il gobiope (Gobiops desertus) è un anfibio estinto, appartenente ai temnospondili. Visse nel Giurassico medio - superiore (Bathoniano - Titoniano, circa 168 - 150 milioni di anni fa) e i suoi resti fossili sono stati ritrovati in Asia. È uno degli ultimi temnospondili noti.

## Descrizione
Questo animale doveva assomigliare a un'enorme salamandra dal capo depresso, corto e largo. Come tutti gli animali simili, Gobiops era infatti dotato di una testa arrotondata, con un muso cortissimo e fauci molto ampie, il cui margine era dotato di numerosi denti aguzzi. Le mandibole, se viste dall'alto, erano fortemente incurvate. Le ossa del cranio erano ornamentate da piccole fosse, e i solchi della linea laterale erano chiaramente visibili.

## Classificazione
Gobiops desertus venne descritto per la prima volta nel 1991 da Shishkin, sulla base di resti fossili ritrovati in Mongolia in terreni risalenti al Giurassico superiore, nella formazione di Shar Teg. Altri fossili sono stati ritrovati in Cina nordoccidentale, nel bacino dello Junggar, in terreni un po' più antichi (Giurassico medio). È probabile che la specie Ferganobatrachus riabinini, descritta nel 1991 da Nessov sulla base di fossili ritrovati nella valle di Fergana in Kirghizistan in terreni del Giurassico medio, sia da attribuire alla specie Gobiops desertus.
Gobiops appartiene ai brachiopoidi, un gruppo di anfibi temnospondili particolarmente adatti a vivere nell'ambiente acquatico, sopravvissuti fino a metà Cretaceo. Sembra che Gobiops appartenesse alla famiglia Brachyopidae, comprendenti altri generi asiatici come Brachyops e Sinobrachyops.

## Paleoecologia
I notevoli solchi della linea laterale presenti sul cranio indicano che questo animale era estremamente adattato a vivere nell'ambiente acquatico. Probabilmente stava sul fondale di fiumi e laghi in attesa delle prede costituite da pesci, per poi risucchiarle aprendo di scatto le ampie fauci.